# Ліворуч від ліфта
«Ліворуч від ліфта» («À gauche en sortant de l'ascenseur») — французька кінокомедія 1988 року, знята режисером Едуаром Молінаро з П'єром Рішаром у головній ролі.

## Сюжет
Ян та Борис живуть по сусідству. Ян (П'єр Рішар) — сором'язливий художник, давно закоханий у красиву одружену Флоранс Арно (Фанні Коттансон). Він довго не наважувався запросити її на побачення, але, зрештою, на своєму вернісажі зважився. На цьому ж вернісажі з'являється темпераментний сусід Яна, теж художник Борис (Рішар Боренже). Він зовсім замучив свою дружину, молоду красуню Єву (Еммануель Беар), постійною недовірою та сварками, і зараз знову вчинив скандал, приревнувавши її до одного із відвідувачів.
У день побачення Яна трапилося так, що Борис забув свій кейс, і напіводягнена Єва вибігла за ним з кейсом до ліфта. Двері квартири Бориса та Єви постійно зачинялися від протягів, що трапилося і цього разу. Єві більше нічого не лишається, як шукати притулку в квартирі Яна. Щоб допомогти сусідці, Ян лізе на сусідський балкон, проте тут на порозі з'являється Борис, який згадав про кейс. А в квартиру Яна в цей же момент дзвонить Флоранс, на дзвінок якої відповідає Єва і ненароком дає зрозуміти співрозмовниці, що вона роздягнена.
Борис лютує, побачивши Яна у своїй квартирі, Яну ледве вдається втекти. Але це лише початок дуже курйозної ситуації. Через безперервний скандал виникає маса кумедних ситуацій і непорозумінь. Борис влаштовує цілий театр сюр, в який опинилися втягнуті Ян, Флоранс, її чоловік, друг Яна, двоє поліцейських, а також чорношкіра покоївка Марільда, яка також виявилася коханкою Бориса.
У результаті все закінчилося добре. Борис вибачився у дружини, побажав удачі Марілді в її особистому житті, яку вирішив втішити друг Яна. Флоранс, викривши чоловіка в черговій зраді, розлучається з ним, і вони з Яном нарешті возз'єдналися.

## У ролях
- П'єр Рішар — Ян, художник
- Рішар Боренже — Борис, сусід Яна
- Еммануель Беар — Єва, дружина Бориса
- Фанні Коттансон — Флоранс, подруга Яна
- Мішель Кретон — поліцейський
- Ерік Блан — поліцейський-стажер.
- Едуар Молінаро — людина біля ліфта
- П'єр Верньє — чоловік Флоранс
- Жан-Мішель Дюпюї — Жан-Ів, друг Яна
- Мартін Максімен — Марільда, покоївка
- Альбер Сімоно — водій, якого Борис загнав у кут

## Знімальна група
- Режисер — Едуар Молінаро
- Сценарист — Жерар Лозьє
- Оператор — Роберт Фрейсс
- Композитор — Мюррей Хед
- Художник — Жак Бюфнуар
- Продюсер — Клод Беррі